# انوشیروان پویان
انوشیروان پویان (۱۳۰۸ – ۱۳۷۸) استاد دانشگاه و سیاستمدار اهل ایران بود. وی وزیر بهداری کابینه امیرعباس هویدا بود.

## زندگی‌نامه
پروفسور پویان در سال ۱۳۰۸ خورشیدی متولد شد. پدرش عبدالرسول پویان مستشار دیوان عالی کشور بود وی پس از اخذ دیپلم برای ادامهٔ تحصیل به فرانسه رفت و در رشتهٔ پزشکی درجهٔ دکترا گرفت و در جراحی عمومی عالی‌ترین درجهٔ علمی، که پروفسور اگرژه باشد، نصیب او شد. این موقعیت علمی ممکن است هرچند سال یک بار نصیب یک خارجی شود. در میان صدها داوطلب، او بدین موفقیت ممتاز عالی نائل شد و دولت فرانسه حاضر شد او را به استادی دانشگاه پاریس برگزیند و به وی اجازهٔ دایر کردن مطب و عمل جراحی در فرانسه بدهد. در سال ۱۳۳۹ به ایران بازگشت و عهده‌دار ریاست دانشکده پزشکی دانشگاه ملی شد. در آن تاریخ دانشگاه ملی تازه تشکیل شده بود. او را به ریاست دانشکدهٔ پزشکی برگزیدند. چند سالی که رئیس دانشکدهٔ پزشکی بود، همه روزه چند عمل جراحی مهم انجام می‌داد. ادب و طرز برخورد خوب و مهارت در عمل جراحی، او را مشهور خاص و عام کرد و از این طریق به ثروت موروثی خود مبالغ قابل ملاحظه‌ای افزود. در سال ۱۳۴۷ به ریاست دانشگاه ملی منصوب شد و تا سال ۱۳۵۲ در این سمت باقی ماند. در زمان تصدی او، دانشگاه ملی بسیار توسعه یافت. چند دانشکدهٔ جدید تأسیس شد و کادر علمی دانشگاه ملی رو به ازدیاد چشمگیری گذاشت. موفقیت او در این سمت بر شهرت و محبوبیتش افزود و موجب شد به فکر مشاغل دیگری بیفتد. وزارت بهداری مناسب‌ترین شغل برای او بود. تلاش او و کمک‌های بازی‌گردانان سیاسی بالاخره او را در رأس وزارت بهداری قرار داد. هنوز چهل ساله نشده بود که پست وزارت گرفت. در سال ۱۳۵۲ و در جریان ترمیم کابینه امیرعباس هویدا به وزارت بهداری برگزیده شد. بودجهٔ هنگفت وزارت بهداری و مقام وزارت، راه او را عوض کرد.
بعد از انقلاب دستگیر و مدتی زندانی بود، پس از آزادی به اروپا رفت و در پاریس مطبی دائر نمود و سرانجام در ۱۳۷۸ درگذشت.